# Chiesa di San Giovanni (Ravascletto)
La Chiesa di San Giovanni è un luogo di culto cattolico di Salars, frazione del comune di Ravascletto, in provincia di Udine.

## Descrizione

### Esterno
L'edificio si presenta come una normale chiesa di campagna, con una facciata provvista di un rosone e di un ingresso stretto. La chiesa è affiancata da un modesto campanile, dotato di una cella campanaria ed una monofora per lato.

### Interno
La chiesa, all'interno, è decorata da splendidi affreschi realizzati agli inizi del Settecento da artigiani locali. È presente un piccolo altare ed un prezioso reliquiario contenente le ostie.